# انجیره (رستم)
انجیره، روستایی از توابع شهرستان رستم در استان فارس ایران است.

## جمعیت
این روستا در دهستان رستم یک قرار دارد و براساس سرشماری مرکز آمار ایران در سال ۱۳۸۵، جمعیت آن ۱۵۵ نفر (۳۵خانوار) بوده‌است.